# Topraisar
Topraisar es una comuna rumana del condado de Constanța.

## Geografía
La comuna está ubicada en la región de Dobruja septentrional.

## Historia
Hacia comienzos del siglo IX, la comuna, que ya por entonces pertenecía al condado de Constanța, tenía contabilizada una población de 796 habitantes, en su mayor parte turcos y búlgaros.
En la segunda mitad del siglo XX la comuna había pasado a estar compuesta por las localidades de Topraisar, Biruința, Movilița y Potârnichea. En el censo de 2021 la comuna tenía una población de 5907 habitantes.